# Portugal International 2016
Die Portugal International 2016 fanden vom 10. bis zum 13. März 2016 in Caldas da Rainha statt. Sie wurden im Centro de Alto Rendimento de Badminton ausgetragen, dem Leistungszentrum des portugiesischen Badmintonverbands Federação Portuguesa de Badminton. Es war die 51. Auflage dieser internationalen Titelkämpfe von Portugal im Badminton.

## Sieger und Platzierte
| Disziplin    | Gold                        | Silber                    | Bronze                               |
| ------------ | --------------------------- | ------------------------- | ------------------------------------ |
| Herreneinzel | Niluka Karunaratne          | Gabriel Ulldahl           | Dinuka Karunaratne                   |
| Herreneinzel | Niluka Karunaratne          | Gabriel Ulldahl           | Kieran Merrilees                     |
| Dameneinzel  | Mia Blichfeldt              | Chloe Birch               | Lee Ying Ying                        |
| Dameneinzel  | Mia Blichfeldt              | Chloe Birch               | Lim Yin Fun                          |
| Herrendoppel | Ong Yew Sin Teo Ee Yi       | Đỗ Tuấn Đức Phạm Hồng Nam | Miłosz Bochat Łukasz Moreń           |
| Herrendoppel | Ong Yew Sin Teo Ee Yi       | Đỗ Tuấn Đức Phạm Hồng Nam | Paweł Pietryja Wojciech Szkudlarczyk |
| Damendoppel  | Goh Yea Ching Peck Yen Wei  | Chloe Birch Sarah Walker  | Cheah Yee See Chin Kah Mun           |
| Damendoppel  | Goh Yea Ching Peck Yen Wei  | Chloe Birch Sarah Walker  | Mathilda Lindholm Jenny Nyström      |
| Mixed        | Mikkel Mikkelsen Mai Surrow | Đỗ Tuấn Đức Phạm Như Thảo | Julien Maio Lorraine Baumann         |
| Mixed        | Mikkel Mikkelsen Mai Surrow | Đỗ Tuấn Đức Phạm Như Thảo | Thomas Vallez Delphine Delrue        |